# Dolichopeza cubensis
Dolichopeza cubensis är en tvåvingeart som först beskrevs av Alexander 1928.  Dolichopeza cubensis ingår i släktet Dolichopeza och familjen storharkrankar.
Artens utbredningsområde är Kuba. Inga underarter finns listade i Catalogue of Life.